# Chimonocalamus cibarius
Chimonocalamus cibarius är en gräsart som beskrevs av Tong Pei Yi och J.Y.Shi. Chimonocalamus cibarius ingår i släktet Chimonocalamus och familjen gräs. Inga underarter finns listade i Catalogue of Life.